# دورة غاوسية
في الرياضيات، وبالتحديد في نظرية الأعداد، دورة غاوسية (بالإنجليزية: Gaussian period)‏ هي نوع ما من مجموع جذور الوحدة.
انظر إلى تحليل توافقي وإلى مجموع غاوس.

## التاريخ
أُبدعت الدورات الغاوسية كما يدل على ذلك اسمهن، من طرف عالم الرياضيات الألماني كارل فريدريش غاوس. كُن قاعدة لنظرية الإنشاءات بالمسطرة والفرجار. على سبيل المثال، إنشاء سبعة عشري الأضلاع تعلق بجبر هؤلاء الدورات، حيث الصيغة
{\displaystyle 2\cos \left({\frac {2\pi }{17}}\right)=\zeta +\zeta ^{16}\,}
هي مثال تحتوي على هذر الوحدة من الدرجة السابعة عشر.
{\displaystyle \zeta =\exp \left({\frac {2\pi i}{17}}\right).}
هذا الاكتشاف زاد من شهرة غاوس.